# Glavatičići
Glavatičići este un sat din comuna Kotor, Muntenegru. Conform datelor de la recensământul din 2003, localitatea are 69 de locuitori (la recensământul din 1991 erau 33 de locuitori).

## Demografie
În satul Glavatičići locuiesc 48 de persoane adulte, iar vârsta medie a populației este de 35,8 de ani (32,9 la bărbați și 38,2 la femei). În localitate sunt 21 de gospodării, iar numărul mediu de membri în gospodărie este de 3,29.
Această localitate este populată majoritar de sârbi (conform recensământului din 2003).
|  |

| Demografie | Demografie | Demografie |
| An         | Locuitori  | Locuitori  |
| ---------- | ---------- | ---------- |
|            |            |            |
|            |            |            |
|            |            |            |
|            |            |            |
| 1948       | 149        |            |
| 1953       | 129        |            |
| 1961       | 117        |            |
| 1971       | 117        |            |
| 1981       | 80         |            |
| 1991       | 33         | 31         |
| 2003       | 69         | 69         |

| \| Componența etnică conform recensământului din 2003[2] \| Componența etnică conform recensământului din 2003[2] \| Componența etnică conform recensământului din 2003[2] \| Componența etnică conform recensământului din 2003[2] \| Componența etnică conform recensământului din 2003[2] \| \| ----------------------------------------------------- \| ----------------------------------------------------- \| ----------------------------------------------------- \| ----------------------------------------------------- \| ----------------------------------------------------- \| \| \| \| \| \| \| \| Sârbi \| Sârbi \| \| 67 \| 97,1% \| \| Muntenegreni \| Muntenegreni \| \| 2 \| 2,89% \| \| necunoscută \| necunoscută \| \| 0 \| 0% \| |              |  |    |       |
| Componența etnică conform recensământului din 2003 |              |  |    |       |
| |              |  |    |       |
| Sârbi | Sârbi        |  | 67 | 97,1% |
| Muntenegreni | Muntenegreni |  | 2  | 2,89% |
| necunoscută | necunoscută  |  | 0  | 0%    |